# Georg Bose
Georg Matthias Bose (Leipzig, 22 september 1710 – Maagdenburg, 17 september 1761) was een Duits natuurkundige die de eerste theorieën rond elektriciteit ontwikkelde.

## Levensloop
Geboren als zoon van de invloedrijke koopman Georg Heinrich Bose ontving Bose op zijn zeventiende zijn academische graad in de natuurwetenschappen en medicijnen. Later studeerde Bose aan de universiteiten van Leipzig en Wittenberg, waarbij hij vooral lessen volgde in wiskunde, natuurkunde en astronomie.
Bose werd benoemd tot professor natuurwetenschappen aan de Universiteit van Wittenberg. Hij was de eerste wetenschapper die veel gebruik maakte van de elektriseermachine, uitgevonden in 1709 door Hauksbee. De belangrijkste verbetering die Bose doorvoerde op Hauksbee's machine was het toevoegen van een verzamelgeleider: een lang metalen lichaam geplaatst nabij de draaiende bol en geïsoleerd van aarde. Wanneer de door de elektriseermachine opgeladen geleider door een persoon werd aangeraakt, sprong er een vonk over.
In 1744 publiceerde Bose het boek "Die Electricität nach ihrer Entdeckung und Fortgang, mit poetischer Feder entworffen", waarin hij in poëtische vorm zijn experimenten met elektriciteit beschreef, waaronder de elektrificatie van een geïsoleerd menselijk lichaam.
In 1760, tijdens een oorlog met Pruisen, werd Bose naar Maagdenburg ontvoerd waar hij het jaar daarop overleed.

## Physique amusante
Met zijn elektriseermachine voerde Bose diverse publieke demonstraties uit. Een bekende proef van Bose was de 'elektrische kus'. Hierbij werd een jonge aantrekkelijke vrouw – die geïsoleerd stond opgesteld – via de verborgen opgestelde elektriseermachine elektrisch opgeladen. De mannen in het gezelschap werden dan uitgedaagd om haar te kussen. Zodra de moedige vrijwilliger zijn lippen in de buurt van haar wang bracht, sprong er een vonk over en deinsde de man terug. Deze demonstraties werden physique amusante genoemd, vermakelijke natuurkunde.

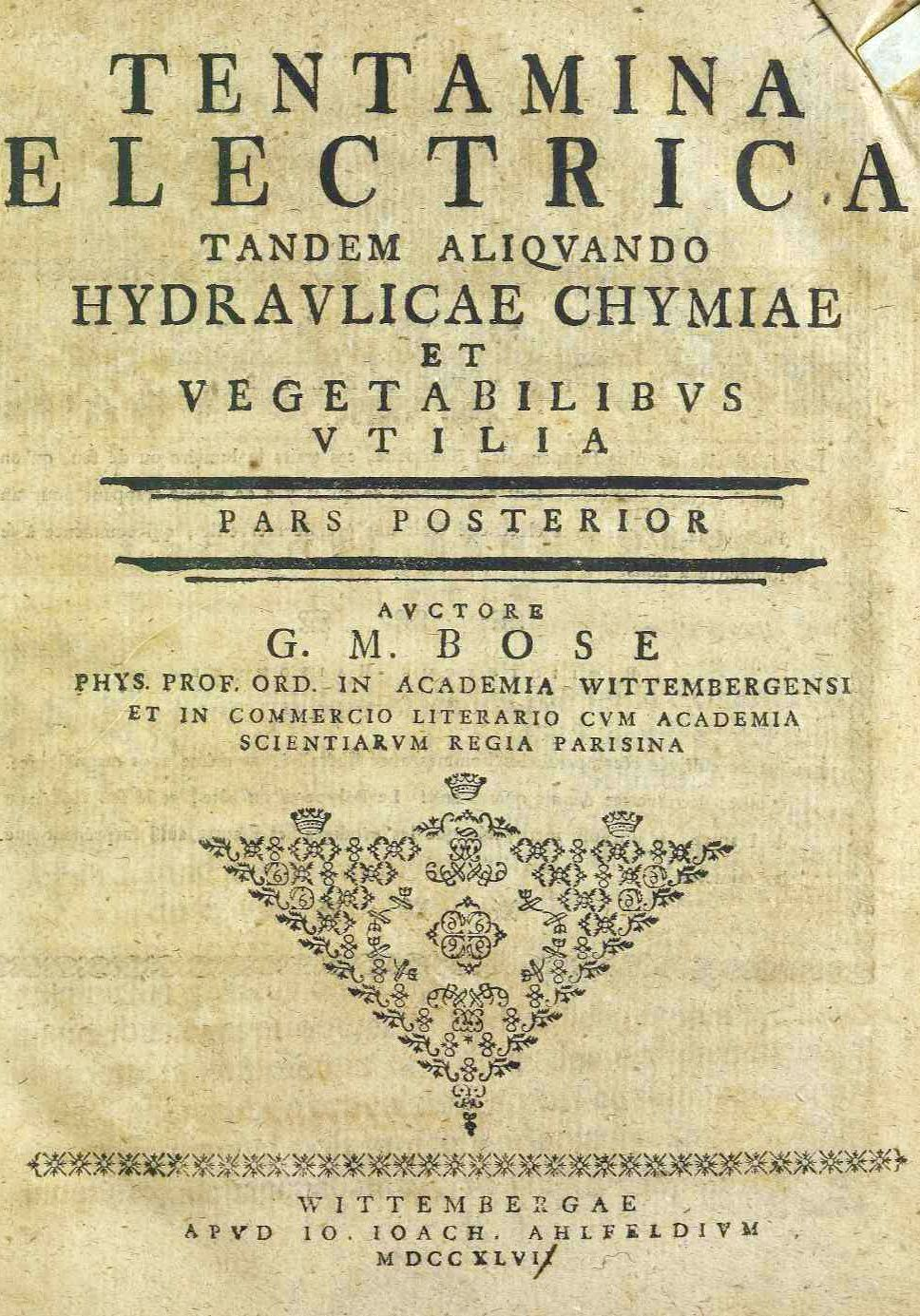
Tentamina electrica, 1747